# Hautecloque
Hautecloque è un comune francese di 220 abitanti situato nel dipartimento del Passo di Calais nella regione dell'Alta Francia.

## Storia

### Simboli
Il comune di Hautecloque ha ripreso il blasone dei suoi ultimi signori, i de Bertoult. Louis-Joseph de Bertoult de Hautecloque, marchese nel 1766, portava uno scudo di rosso, alla fascia d'oro, accompagnata in capo da tre conchiglie d'argento e in punta da un leone illeopardito d'oro.
Su suggerimento degli Archives du Pas-de-Calais del 1994, il leone venne sostituito da un corvo che simboleggia l'antica foresta della Cornaillère in cui, si narra, i corvi erano numerosi. Le conchiglie rimasero ma il loro smalto fu cambiato da argento a oro.
Un'altra illustre e antica famiglia del luogo portava le conchiglie nel proprio blasone: gli Hauteclocque, suzerain di Hautecloque dall'XI secolo al 1537 (d'argento, alla croce di rosso, caricata di cinque conchiglie d'oro).

## Società

### Evoluzione demografica
Abitanti censiti